# Франк Реюньона
Франк Реюньона (фр. Franc) — денежные знаки во франках (сначала французских, затем франках КФА), выпускавшиеся в 1873—1974 годах для французского владения Реюньон. Официально не назывались «франком Реюньона», однако обращались, как правило, только на его территории.

## История
В ранний колониальный период использовались в обращении все попадавшие на остров монеты. В 1719—1766 годах использовались денежные знаки Французской компании Индий. В 1779—1781 для острова Бурбон (название острова до 1793 года) чеканились биллонные монеты в 3 су.
С 1766 года периодически выпускались бумажные боны администрации колонии в су турнуа и ливрах турнуа, иногда — с надписью «Иль-де-Франс и Бурбон». Номинал местных денежных знаков постепенно возрастал. Выпуск был начат в 1766 году купюрой в 40 су турнуа, а в 1790 году была выпущена купюра в 10 000 ливров.
В 1803 году все местные денежные знаки изъяты из обращения. Законом 1803 года законным платёжным средством в колонии объявлен французский франк, однако до 1820 года продолжал использоваться колониальный ливр. В 1820 году французский франк стал единственным законным платёжным средством, но иностранные монеты использовались в обращении до 1879 года.
В 1851 году создан частный Банк Реюньона, получивший право выпуска банкнот. Банк начал выпуск банкнот в 1873 году. В 1884 и 1886 годах выпускались также боны колониального казначейства. Периодически Банк Реюньона, кроме банкнот, выпускал также боны мелких номиналов и чеки на предъявителя.
В 1944 году право выпуска банкнот было передано Центральной кассе Свободной Франции (переименованной в том же году в Центральную кассу Заморской Франции), выпустившей банкноты общего для заморских территорий образца.
Декретом французского правительства от 26 декабря 1945 года в качестве денежной единицы французских владений в Западной и Экваториальной Африке введён франк КФА (colonies françaises d’Afrique — французских колоний в Африке). Декрет распространялся и на Реюньон. Банкноты, а с 1948 года и монеты для Реюньона выпускала Центральная касса Заморской Франции, а с 1958 года — Центральная касса экономического сотрудничества.
В 1959 году эмиссионные функции передаются Эмиссионному институту заморских департаментов Франции.
1 января 1975 года вместо франка КФА введён французский франк, обмен производился в соотношении: 50 франков КФА = 1 французский франк. Банкноты Эмиссионного института с надпечатками новых номиналов некоторое время продолжали использоваться в обращении.
С 1 января 2002 года в обращении — евро.

## Монеты
В 1920 году выпущены алюминиевые монеты  восьмиугольной формы в 5, 10 и 25 сантимов. Находились в обращении до 1941 года.
Парижский монетный двор чеканил монеты для Реюньона:
- 1 франк — в 1948, 1964, 1968, 1969, 1971, 1973 годах,
- 2 франка — в 1948, 1968—1971, 1973 годах,
- 5 франков — в 1955, 1969—1973 годах,
- 10 франков — в 1955, 1962, 1964, 1969—1973 годах,
- 20 франков — в 1955, 1960—1962, 1964, 1969—1973 годах,
- 50 франков — в 1962, 1964, 1969, 1970, 1973 годах,
- 100 франков — в 1964, 1969—1973 годах[2].

## Банкноты
Выпускались банкноты:
- Колониального казначейства Реюньона — 50 сантимов, 1, 2, 3 франка,
- Банка Реюньона — 5, 10, 50 сантимов, 1, 2, 5, 25, 100, 500 франков,
- Центральной кассы Заморской Франции с надпечаткой «Реюньон» — 5, 10, 20, 50, 100, 500, 1000, 5000 франков,
- Эмиссионного института заморских департаментов с надпечаткой «Реюньон» — 100, 500, 1000, 5000 франков.

Чеки на предъявителя Банка Реюньона выпускались номиналами в 100, 500, 1000, 5000 франков.
В 1975 году на банкноты Эмиссионного института наносились надпечатки: на 500 франков — 10 новых франков, на 1000 франков — 20 новых франков, на 5000 франков — 100 новых франков.